# Jan Bengtson
Jan Bengtson, född 1963 i Gävle, är en svensk flöjtist.
Jan Bengtson är klassiskt skolad och har vunnit flera priser vid internationella solisttävlingar. Han behärskar en mängd instrument, med tvärflöjt som sitt huvudinstrument. Han är sedan 1989 anställd i Kungliga Filharmoniska Orkestern och var 1997–2019 även förste soloflöjtist i Kungliga Hovkapellet. Sedan 1997 arbetar han även som flöjtlärare vid Kungliga Musikhögskolan i Stockholm. 
Jan Bengtson är uppväxt i en musikerfamilj. Hans far Stig Bengtson var soloflöjtist i Kungliga Hovkapellet, hans mor Ingrid Enquist-Bengtson är sopransångerska och sångpedagog med mera, och hans syster är sångerskan och harpisten Margareta Bengtson. 

## Diskografi i urval

### Jan Bengtson m fl
- Bengtson in Action (2001)

### Jan Bengtson och Bengt-Åke Lundin
- Scandinavian Light (1996)

### Jan Bengtson och Karin Strid
- Due Consideration / Toner Till Eftertanke (2001)

### DalaSinfoniettan & Jan Bengtson
- Dag Wiréns Gyckeldans (1999)

## Orkestermedverkan
- Benny Anderssons Orkester
- Svenska Lyxorkestern
- Speldosa i Sälen
- Merry Swedish Gentlemen med Anne Sofie von Otter
- Margareta Bengtsons orkester
- Anders Berglunds orkester
- Anders Neglins orkester
- Anders Eljas orkester
- Hans Gardemars Orkester
- Pierre Erikssons Orkester
- Jazz Baltica Orchestra

## Musikalmedverkan
- Les Misérables
- Kristina från Duvemåla
- Chess
- Sound of Music
- Fantomen på operan

## Studiomedverkan
- Michael Bolton
- Westlife
- Boyzone
- De tre tenorerna
- Il Divo
- Mamma Mia! (film)